# Propagande noire
 (octobre 2007).
Si vous disposez d'ouvrages ou d'articles de référence ou si vous connaissez des sites web de qualité traitant du thème abordé ici, merci de compléter l'article en donnant les références utiles à sa vérifiabilité et en les liant à la section « Notes et références ».
La propagande noire est une propagande qui provient d'une source en apparence amicale, mais en réalité hostile.

## Durant la Seconde Guerre mondiale
Par exemple, entre 1941 et 1945, les soldats allemands pouvaient écouter de la musique et des informations de deux stations de radio diffusant en allemand, Radio-Atlantik et Soldatensender Calais. Elles diffusaient aussi des renseignements sur les rues des villes allemandes bombardées et beaucoup de renseignements pratiques pour les soldats. En réalité, ces stations émettaient depuis la banlieue de Londres et glissaient, de temps à autre, une information fausse au milieu des vraies informations souvent diffusées, elles, avant la radio officielle allemande.

## Durant les élections législatives françaises de 2012
Durant les élections législatives françaises de 2012, des membres du Front national pour l'élection à la onzième circonscription du Pas-de-Calais ont distribué de faux tracts (c'est-à-dire réalisés par eux‑mêmes) appelant les électeurs d'origine arabe et berbère à voter pour le candidat du Front de gauche, Jean-Luc Mélenchon. Ces tracts incluaient une ligne en arabe écrite de gauche à droite (la mauvaise direction en arabe) et avec des lettres séparées,,.